# Жан Зе
Жан Елі Поль Зе (фр. Jean Élie Paul Zay; 6 серпня 1904, Орлеан — 20 червня 1944, Моль, департамент Альє) — французький політик, міністр народної освіти у 1936—1939 роках. Активний учасник руху Опору.

## Ранні роки
Батько Жана Зе був єврейського походження (дід був ельзаським євреєм, який переїхав до Франції після того, як у 1871 році Ельзас приєднали до Німеччини); батько протягом багатьох років працював редактором місцевої радикально-соціалістичної газети «Прогре дю Луаре». Мати — викладачка з протестантської родини. Жан блискуче навчався у школі: у 1922 році його твір із загальної літератури, а у 1923 році — твір з філософії отримали премії на загальнонаціональних конкурсах.
У 1928 році Зе закінчив юридичний факультет і став адвокатом; для оплати навчання він працював у газеті «Прогре дю Луаре». У 1925 році став членом Радикально-соціалістичної партії, де приєднався до лівого крила та критикував керівництво партії за опортунізм. З 1926 року — масон, ініційований орлеанською ложею Етьєн Доле, яка була частиною організації Великий схід Франції. З 1931 року брав участь у всіх з'їздах своєї партії.

## Політична діяльність до війни
У 1932 році, у віці 27 років, Зе обрали депутатом від департаменту Луаре (переобраний у 1936 році). У 1935 році його обрали, а роком пізніше переобрали секретарем Палати депутатів. Протягом своєї парламентської діяльності Зе займався юридичними, економічними та соціальними питаннями. Як людина лівих переконань, виступав за федерацію європейських держав, засуджував політику колоніалізму та французьке невтручання у громадянську війну в Іспанії.
З 24 січня 1936 року, у віці 31 року, Зе обійняв посаду державного віцесекретаря у другому уряді Альбера Сарро, ставши таким чином наймолодшим міністром за весь час існування Третьої республіки. Після перемоги Народного фронту під час виборів 1936 року Леон Блюм включив Жана Зе до складу свого уряду як міністра народної освіти (4 червня того ж року). Зе зберіг цей пост у третьому та четвертому урядах Каміля Шотана, другому уряді Леона Блюма та третьому уряді Едуара Даладьє. Таким чином, він обіймав міністерську посаду без перерв з 4 червня 1936 до 10 вересня 1939 року.
За період, який Жан Зе очолював міністерство, підвищили з 13 до 14 років вік обов'язкової освіти, зросла кількість навчальних посібників у початковій школі, оформилася система професійної орієнтації школярів. Відбувся розвиток фізичного виховання та науково-дослідної роботи в галузі педагогіки.
З ініціативи Зе створили Музей людини та Паризький міський музей сучасного мистецтва. З'явилися ідеї проводити Каннський кінофестиваль і створити Національний центр наукових досліджень.

## Рух опору

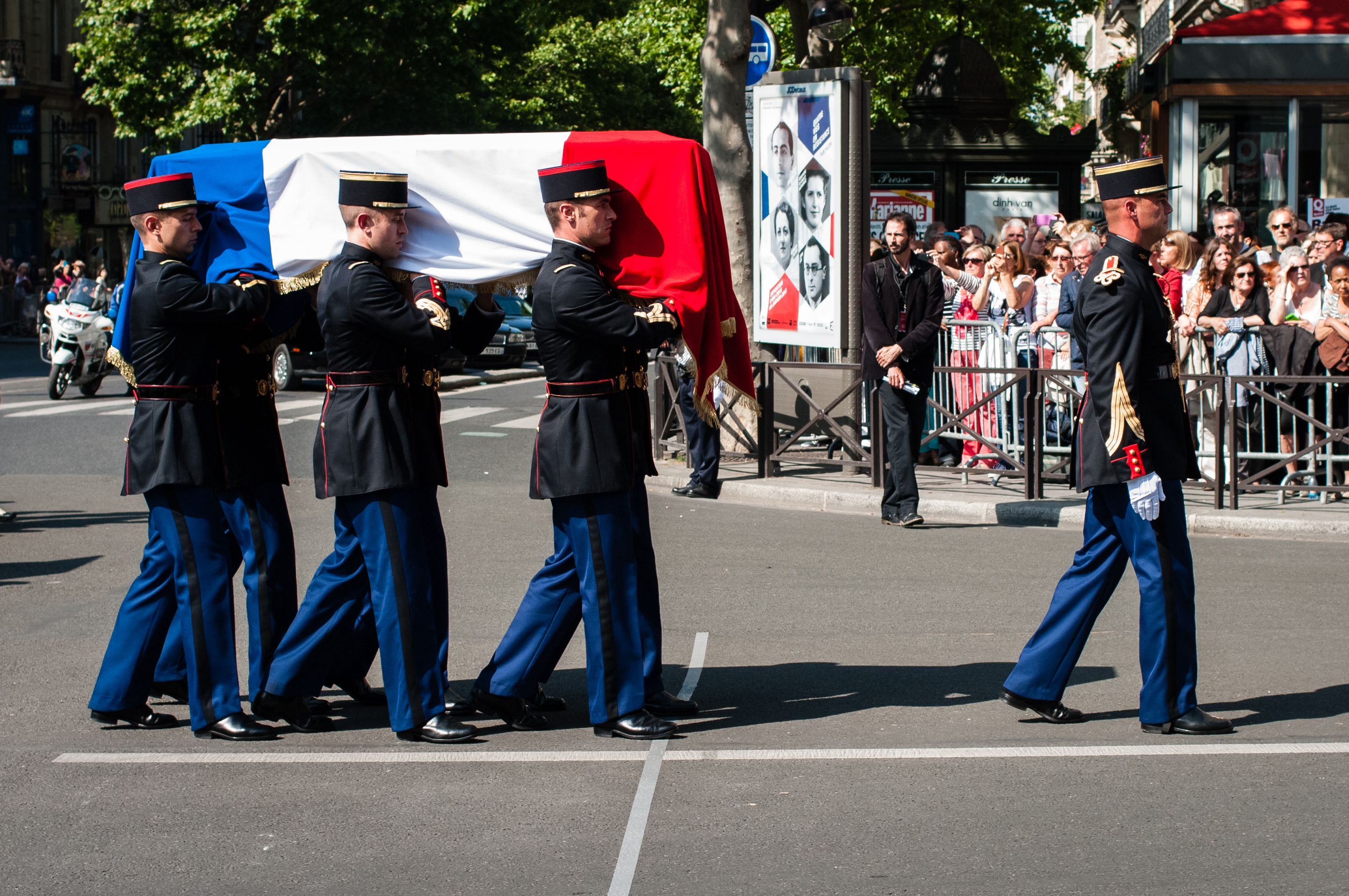
Церемонія перепоховання праху Жана Зе до паризького Пантеону. 27 травня 2015

У 1938 році Жан Зе різко засудив підписання Мюнхенської угоди з Гітлером. 10 вересня 1939 року, після початку Другої світової війни, він подав у відставку.
У травні-червні 1940 року Франція була окупована військами Нацистської Німеччини. Як затятий противник створеного за підтримки нацистів «Французької держави», Жан Зе разом з 25 іншими колишніми парламентаріями та членами уряду піднявся на борт корабля «Массилія», який вирушав до Північної Африки. Він збирався продовжити боротьбу з нацизмом біля французьких колоній. Але 15 серпня 1940 року Зе заарештували у Марокко, а 20 серпня вислали назад до Франції. Там його звинуватили у дезертирстві та 4 жовтня у Клермон-Феррані рішенням військового трибуналу засудили до довічного вигнання. Але це покарання було замінено на тюремне ув'язнення, 7 січня 1941 Зе помістили у в'язницю Ріома.
За ґратами Жан Зе займався літературною діяльністю різноманітних видів: писав плани перебудови народної освіти після війни, дитячі казки, детективний роман «Перстень без пальця» та мемуари, які вийшли друком у 1945 році під назви «Спогади та самотність». 20 червня 1944 року члени французької міліції вивели його начебто для переведення в іншу в'язницю й дорогою вбили.

## Посмертна доля
Кинуте у канаву тіло Жана Зе знайшли мисливці лише у 1946 році, а впізнане лише у 1948 році.
27 травня 2015 року, до 70-річчя закінчення Другої світової війни, прах Жана Зе з урочистістю перепоховали у паризькому Пантеоні.